# Louise Montgomery
Louise Cecilia Margareta Montgomery, född Mörner af Morlanda den 11 juni 1879 på Herrborums gods i Sankt Anna socken, död där den 19 april 1978, var en svensk grevinna, författare och journalist engagerad i rösträttsrörelsen.

## Biografi
Föräldrar var godsägaren, greve Nils Mörner och Margareta Montgomery. Hon var född och bosatt på Herrborums gods i Östergötland.
1907 gifte hon sig med stiftsbibliotekarien greve Carl Magnus Stenbock. Deras son och hennes enda barn, författaren Magnus Stenbock, föddes 1911.
Louise var bland annat verksam inom Fredrika Bremer-förbundet och Landsföreningen för kvinnans politiska rösträtt och ordförande i Föreningen för kvinnans politiska rösträtt i Linköping. Tillsammans med Lizinka Dyrssen, Cecilia Milow och Ebba von Eckermann bildade hon Stockholms Moderata Kvinnoförbund 1911, där hon ingick i styrelsen under förbundets första fem år.
Maken gick bort 1923. Hon gifte sedan om sig med sin kusin, kapten Josias Montgomery, 1933. Deras äktenskap varade i tretton år, fram till hans bortgång 1946. Louise hade sedan 1930 flyttat tillbaka till Herrborum och levde sina sista trettio år kvar på godset ensam som änka. Sonen övertog godset 1969 och var bosatt där fram till sin död 2007.
Louise Montgomery tillhörde en adlig släkt, som förde många gamla traditioner vidare som minner om en svunnen tid där moderniteter som elektricitet ansågs onödiga och vilka i sin tur fördes vidare av hennes son. Herrborums gods saknade elektricitet långt in på 1960-talet, trots att man erbjudits att få detta installerat. 
Hon var mycket uppskattad av traktens folk och deltog aktivt i hembygdsföreningens arbete. Hennes bok Saga och sanning om Sankt Anna och Skällvik (1971) innehåller många unika berättelser från skärgårdslivet under 1800-talet och tidigt 1900-tal, vilka aldrig tidigare har kommit på pränt. För Louise Montgomery var det ytterst viktigt att hålla på etiketten i alla situationer, alltid ange en persons titel när den innebar något och värna om sin härkomst och sina ärvda och förvaltade egendomar, vilket bland annat framgår av följande rad i boken när hon berättar om förhistorien till sitt hem Herrborums gods och vilken betydelse släkten Mörner haft i detta sammanhang: Med fog kan sägas att Mörnarna alltid väl har förvaltat sitt arv och aldrig glömt att deras historia är egendomens.[källa behövs]